# ТВ Метрополис
ТВ Метрополис је српска музичка телевизија. Основана је у фебруару 2000. године.

## Програм
Метрополис развија емисије о култури, моди, рачунарским играма, страним спотовима, технологији, уметности и другим темама. Ово је канал на коме су емисије имали Зоран Кесић и Галеб Никачевић. Кесић је имао Озбиљне вести, Дезинформатор, и Прекид програма, док је Галеб имао музичке сегменте, значајни пример је Прти Бее Гее, и студио у коме је Москри певао тадашњу комерцијалну музику.